# Paryż-Roubaix 2005
103. edycja wyścigu kolarskiego Paryż-Roubaix odbyła się w dniu 10 kwietnia 2005 roku i liczyła 259 km. Start wyścigu odbył się w Compiègne pod Paryżem, a finisz w Roubaix. Wyścig figurował w rankingu światowym UCI ProTour 2005.

## Uczestnicy
Na starcie tego klasycznego wyścigu stanęło 25 zawodowych ekip.
Lista drużyn uczestniczących w wyścigu:
| Numery  | Kod | Zespół                |
| ------- | --- | --------------------- |
| 1-8     | LIQ | Liquigas-Bianchi      |
| 11-18   | FAS | Fassa Bortolo         |
| 21-28   | DVL | Davitamon - Lotto     |
| 31-38   | BMC | BMC Racing Team       |
| 41-48   | CSC | Team CSC              |
| 51-58   | RAB | Rabobank              |
| 61-68   | PHO | Phonak                |
| 71-78   | DSC | Discovery Channel     |
| 81-88   | SDV | Saunier Duval-Prodir  |
| 91-98   | QST | Quick Step            |
| 101-108 | GST | Gerolsteiner          |
| 111-118 | C.A | Crédit Agricole       |
| 121-128 | FDJ | La Française des Jeux |

| Numery  | Kod | Drużyna                        |
| ------- | --- | ------------------------------ |
| 131-138 | LSW | Liberty Seguros-Würth          |
| 141-148 | LAM | Lampre-Caffita                 |
| 151-158 | COF | Cofidis                        |
| 161-168 | EUS | Euskaltel-Euskadi              |
| 171-178 | BTL | Bouygues Télécom               |
| 181-188 | SDM | Domina Vacanze                 |
| 191-198 | IBA | Illes Balears-Caisse d’Épargne |
| 201-208 | A2R | AG2R Prévoyance                |
| 211-218 | LAN | Landbouwkrediet-Colnago        |
| 221-228 | AGR | Agritubel                      |
| 231-238 | MRB | Mr Bookmaker.com-SportsTech    |
| 241-248 | RAG | R.A.G.T. Semences              |

## Klasyfikacja generalna
| M-ce | Imię i nazwisko     | Kraj              | Drużyna           | Czas        |
| ---- | ------------------- | ----------------- | ----------------- | ----------- |
| 1.   | Tom Boonen          | Belgia            | Quick Step        | 6 h 29' 38" |
| 2.   | George Hincapie     | Stany Zjednoczone | Discovery Channel | + 0' 00"    |
| 3.   | Juan Antonio Flecha | Hiszpania         | Fassa Bortolo     | + 0' 00"    |
| 4.   | Magnus Bäckstedt    | Szwecja           | Liquigas-Bianchi  | + 1' 39"    |
| 5.   | Lars Michaelsen     | Dania             | Team CSC          | + 2' 43"    |
| 6.   | Léon van Bon        | Holandia          | Davitamon - Lotto | + 3' 49"    |
| 7.   | Florent Brard       | Francja           | Agritubel         | + 3' 49"    |
| 8.   | Fabian Cancellara   | Szwajcaria        | Fassa Bortolo     | + 3' 49"    |
| 9.   | Thor Hushovd        | Norwegia          | Crédit Agricole   | + 3' 49"    |
| 10.  | Arnaud Coyot        | Francja           | Cofidis           | + 3' 49"    |